# Mjøstårnet
Mjøstårnet, ook wel de Mjøsa Tower genoemd, is een 18 verdiepingen tellend gebouw in Brumunddal, Noorwegen. Het werd voltooid in maart 2019 en is officieel 's werelds hoogste houten gebouw (85,4 meter hoog). Het staat naast de Mjøsa, het grootste meer van Noorwegen waar het gebouw naar vernoemd is. De naam laat zich vertalen als 'de toren van het meer Mjøsa'.
Het gebouw heeft een vloeroppervlak van circa 11.300 m² en biedt ruimte aan een hotel, appartementen, kantoren, een restaurant en gemeenschappelijke ruimtes, evenals een zwemhal in de aangrenzende uitbouw op de eerste verdieping van circa 4.700 m².

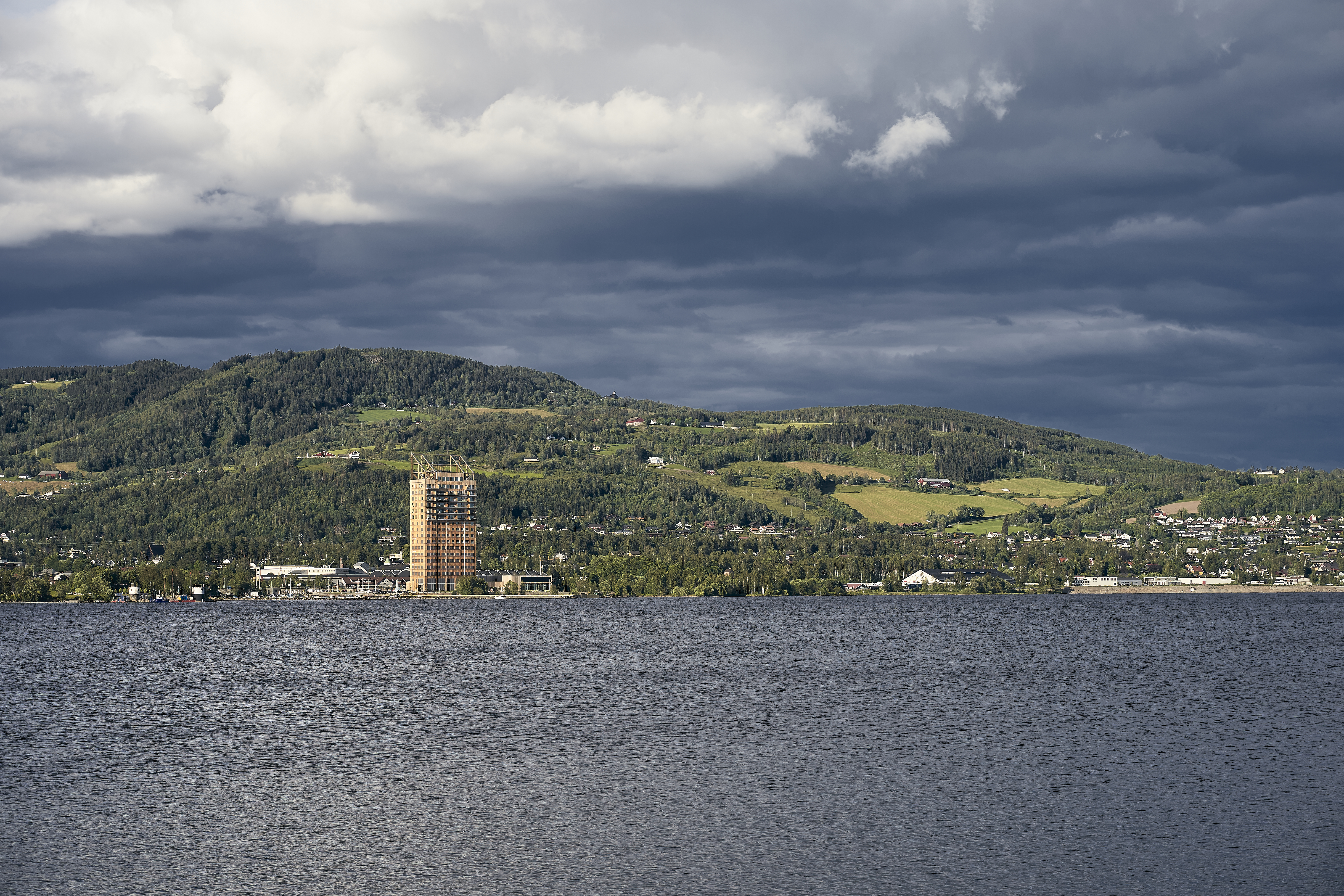
Mjøstårnet aan het meer de Mjøsa, juli 2019

De Noorse ontwerpstudio Voll Arkitekter ontwierp Mjøstårnet voor IB Invest. Door de Noorse firma Moelven Limtre werden houtconstructies geplaatst, waaronder dragende constructies in verlijmd gelamineerd hout. Kruislaaghout werd gebruikt voor trappenhuizen, liftschachten en balkons.
Om aan de eisen te voldoen, zijn op de bovenste zeven verdiepingen betonplaten toegepast om het gebouw extra gewicht te geven. Desalniettemin wordt Mjøstårnet als een houten constructie beschouwd, aangezien het belangrijkste ondersteuningssysteem uit hout bestaat.
Het op één na hoogste houten gebouw is de 84 meter hoge HoHo-toren in Wenen, Oostenrijk. Het Japanse bedrijf Sumitomo Forestry is van plan om in Tokio een 350 meter hoge houten wolkenkrabber met 70 verdiepingen te bouwen. Deze hoopt het bedrijf in 2041 te voltooien.